# Karim Findi

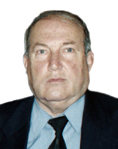
Karim Findi.

Karim Findi, (Duhok, Región del Kurdistán, Irak, 1946) es un periodista y escritor kurdo.

## Trayectoria
En 1974 se graduó de la Facultad de Artes Inglés Dpto., Universidad de Mosul.
Escribió libros de política, geografía, idioma, literatura e historia en diferentes idiomas como Inglés, kurdo o árabe.

### Periodismo
Fue uno de los fundadores del Sindicato de Periodistas de Kurdistán.
En 1997, era jefe de redacción de la revista Karwan, emitida por el Ministerio de Cultura, en la región del Kurdistán. 
Fue jefe editor desde el principio hasta el final de Dijla, la primera revista de América con letras, emitida por el Ministerio de la Cultura.